# Інджієв Ліджі Очирович
Інджієв Ліджі Очирович (калм. Инҗин Лиҗ, 8 листопада 1913, село Годжур, Приозерського району Калмикії, РФ — 1995, Еліста, Калмикія, РФ) — калмицький радянський письменник, перекладач. Народний поет Калмицької АРСР (з 1973).
Працював комсомольським скретарем у газеті «Червоний калмик», пізніше був директором Калмицького книжкового видавництва. Друкуватися почав 1931 (оповідання «Два життя»). Член КПРС з 1938. З 1942 року — на фронті Другої Світової війни.
Автор збірок віршів «Радість» (1940), «Джерело» (1941), «Вдячність» (1958), «Роки і степ мій» (1967), «Буря й дерева» (1970), п'єси «Байчх» (1934), збірки оповідань «Зачаровані серця» (1966) й роману «Дочка Ольди» (1963) — про Калмицьку АРСР. Перекладач творів Т. Шевченка, І. Франка, Лесі Українки, російських та литовських письменників.
Нагороджений орденом «Знак Пошани», медалями.